# Delio Rossi
Delio Rossi (Rimini, 26 november 1960) is een Italiaanse voetbaltrainer en voormalig voetballer. Hij speelde zelf als middenvelder.

## Clubcarrière
Rossi is een voormalig voetballer bij diverse kleine professionele en amateurvoetbalclubs zoals Forlimpopoli, Cattolica, US Foggia (zes jaren en 130 wedstrijden met de Satanelli), Vis Pesaro en Fidelis Andria.

## Trainerscarrière
Hij werd in 1990 coach bij amateurclub Torremaggiore en vervolgens jeugdcoach bij Foggia, werkend naast de Tsjechische Zdeněk Zeman. Hij kreeg zijn eerste baan als profclubtrainer in 1993 bij Salernitana, waarmee hij promotie afdwong in zijn eerste seizoen. Daarna werkte hij bij de Serie B-clubs Foggia en Pescara alvorens terug te keren naar Salerno. In 1998 leidde hij Salernitana naar promotie naar de eerste divisie, maar hij werd ontslagen in maart 1999 vanwege de slechte resultaten in zijn eerste Serie A-seizoen.
Na mislukte perioden bij Genoa CFC en Pescara in de Serie B, werd hij in 2002 aangesteld als trainer van US Lecce. Rossi slaagde er niet in de club te behoeden voor degradatie in zijn eerste seizoen, maar hij leidde het team in het volgende seizoen terug naar de Serie A. Rossi vertrok in 2004 en werd vervangen door Zeman. In december 2004 werd Rossi ingehuurd als trainer van Atalanta Bergamo.

### Lazio Roma
In juni 2005 werd hij ingehuurd door SS Lazio uit Rome. Hij werkte vier jaar bij Lazio, en won een UEFA Champions League-kwalificatie in 2007 en de Italiaanse beker in 2009. Rossi vertrok bij Lazio in juni 2009, nadat voorzitter Claudio Lotito had besloten zijn contract niet te verlengen. Hij werd opgevolgd door Davide Ballardini.

### US Palermo
Rossi keerde terug in het Italiaanse voetbal in december 2009, toen hij werd benoemd tot hoofdtrainer van de ambitieuze Siciliaanse club US Palermo. Op maandag 28 februari 2011 werd hij ontslagen door de clubleiding, een dag na de 7-0 nederlaag tegen Udinese. Nog diezelfde dag werd Serse Cosmi aangesteld als zijn opvolger. Vier weken later nam Rossi het roer echter weer over bij Palermo nadat Cosmi op zijn beurt werd ontsagen wegens slechte resultaten.

### ACF Fiorentina
Aan zijn dienstverband bij ACF Fiorentina in het seizoen 2011/12 kwam op 2 mei 2012 een abrupt einde, toen hij tijdens het competitieduel tegen Novara slaags raakte met een van zijn eigen spelers, middenvelder Adem Ljajić. Die moest na een half uur spelen en een 2-0-achterstand op last van Rossi het veld verlaten, waarop de Serviër cynisch applaudisseerde en enkele opmerkingen plaatste in de richting van zijn trainer. Rossi pikte dat niet en viel de ontevreden Ljajić aan. Coach en speler moesten door reservespelers en begeleiders uit elkaar worden gehaald. Het duel eindigde in een 2-2 gelijkspel. Kort na afloop ontsloeg de clubleiding hem. Rossi werd vervangen door teammanager Vincenzo Guerini.

### UC Sampdoria
UC Sampdoria stelde op maandag 17 december 2012 Delio Rossi aan. Zijn voorganger Ciro Ferrara werd op straat gezet wegens tegenvallende prestaties.

### Bologna
Bologna FC 1909 stelde hem aan op 4 mei 2015 na het ontslag van Luis Diego López. Hij promoveerde met de club naar de Serie A. In het Serie A 2015/16 werd hij na tien speelronden ontslagen en opgevolgd door Roberto Donadoni.

### Levski Sofia
In augustus 2017 werd bekend dat Levski Sofia hem aanstelde als nieuwe trainer. Hij tekende een contract tot juni 2019. In zijn eerste seizoen haalde hij de derde plaats met 50 punten. Hiermee haalde hij de eerste kwalificatieronde voor de Europa League 2018/19. Levski werd uitgeloot tegen FC Vaduz uit Liechtenstein. In Liechtenstein werd met 1–0 verloren. De 3–2 winst in eigen huis bleek uiteindelijk, op basis van de uitdoelpunten, niet genoeg voor de volgende ronde.